# M'Clure Bay
M'Clure Bay är en vik i Kanada.   Den ligger i territoriet Nunavut, i den nordöstra delen av landet, 3 300 km norr om huvudstaden Ottawa.
Trakten runt M'Clure Bay består i huvudsak av gräsmarker. Trakten runt M'Clure Bay är nära nog obefolkad, med mindre än två invånare per kvadratkilometer.